# زنان روی پشت‌بام
زنان روی پشت‌بام (سوئدی: Kvinnorna på taket) یک فیلم درام سوئدی در ژانر داستان بلوغ است که در سال ۱۹۸۹ منتشر شد. از بازیگران آن می‌توان به هلنا بریستروم و استلان اسکاشگورد اشاره کرد. این فیلم در جشنواره فیلم کن ۱۹۸۹ به نمایش درآمد.